# ГЕС Салас
ГЕС Салас (Mugueimes) (ісп. Central de SALAS) — гідроелектростанція на північному заході Іспанії в Галісії. Споруджена на річці Салас, лівій притоці річки Ліма, яка впадає в Атлантичний океан вже на території Португалії.
Для роботи станції створили водосховище об'ємом 86 млн м3, для чого спорудили бетонну контрфорсну греблю висотою 50 метрів та довжиною 1005 метрів, на яку пішло 76 тис. м3 матеріалу.
Від сховища вода прямує дериваційним тунелем довжиною 3,9 км, який переходить у напірний водовід до машинного залу довжиною 1,4 км. Зал обладнано однією турбіною типу Френсіс потужністю 51,9 МВт, що працює при напорі до 263 метрів. Відпрацьована вода по долині струмка Корга-де-Муйнос (ісп. Corga-de-Muinos) відводиться до розташованого менш ніж за кілометр водосховища Кончас на Лімі.
Зв'язок з енергосистемою відбувається по ЛЕП, що працює під напругою 220 кВ.
На тлі розвитку відновлюваної енергетики та зростання попиту на балансуючі потужності, у 2010 роках почали підготовку до спорудження ГАЕС Кончас-Салас, яка буде використовувати наявні водосховища на Лімі та Салас і матиме потужність у 380 МВт.